# Noubhetepti
Noubhetepti (nb-ḥtp.tỉ, « L'or [sous-entendu Hathor] est satisfait ») est reine de l'Égypte antique portant les titres d'« épouse de roi » et de « mère de roi ». Elle est principalement connue grâce à des sceaux scarabées, qui peuvent être datés par leur style de la XIIIe dynastie. Elle est également connue par une statuette trouvée à Semna. Son mari est inconnu. Cependant, le roi Aoutibrê Hor a une fille appelée Noubheteptikherd. Cela se traduit par Noubhetepti l'enfant et indique qu'il y avait une autre Noubhetepti (plus âgé) à la même époque. Pour cette raison, il a été avancé que Noubhetepti était la femme du roi Aoutibrê Hor et peut-être la mère de la princesse Noubheteptikherd. Il existe d'autres scarabées d'une reine Noubhetepti avec les titres de « Grande épouse royale » portant la couronne blanche. Ces scarabées appartiennent peut-être à une autre reine portant le même nom.